# Phaenocarpa testaceipes
Phaenocarpa testaceipes är en stekelart som beskrevs av Cameron 1905. Phaenocarpa testaceipes ingår i släktet Phaenocarpa och familjen bracksteklar. Inga underarter finns listade i Catalogue of Life.